# 真竜院
真竜院（眞龍院、しんりゅういん、天文19年（1550年） - 正保4年7月7日（1647年8月7日））は、戦国時代から江戸時代前期にかけての女性。武田信玄の三女で、木曾義昌の正室。俗名は真理姫（まりひめ）と伝わる。兄に武田義信、武田勝頼がいる。

## 生涯
天文19年（1550年）、武田信玄の三女（四女または五女との異説あり）として生まれる。
弘治元年（1555年）に木曾義康が甲斐武田氏に降伏し、信玄は信濃と美濃・飛騨の国境を守る重要拠点を支配する木曾氏の存在を重く見て、義康の嫡男・義昌の正室に真理姫を与えて、木曾氏を親族衆としている。真理姫の輿入れに際しては付属して千村備前守・山村新左衛門の両名が派遣され、真理姫の側近・目付としている。義昌との間には嫡男・義利らが生まれている。なお、この真理姫の輿入れについては同時代の確実な史料では確認することはできない。
しかし天正10年（1582年）、織田信長による甲州征伐が始まると、夫の義昌が兄の勝頼から離反して信長と結んだため、武田軍は人質だった子供を新府城にて処刑した。そのため、真理姫は自ら義昌と離別して木曾山中に隠遁し、三男・義一と暮らしたといわれる。嫡男・義利が徳川家康に改易されたのちには、木曽黒沢へ隠棲したとされる。その折の心情を切々と訴え哀れを誘う書状が木曽に残されている。
正保4年（1647年）に死去した。享年98。武田信玄の子供の中では最長命とされている。法名は眞龍院殿仁栄宗眞大姉。木曽町三岳黒沢に墓とされる石塔が現存している。また木曽町福島の大通寺の境内には真理姫の供養塔がある。

## 生みの母
姉妹である黄梅院と見性院の母は正室・三条夫人、松姫と菊姫の母は側室・油川夫人とはっきりしているが、真竜院の母は不詳である。三条夫人、油川夫人とする説に分かれるが、油川夫人とする説が正しければ、真竜院の同母弟は仁科盛信、葛山信貞、同母妹は松姫、菊姫である。
一方で、『上杉家御年譜』には「木曽伊予守義昌室母同義信」と書かれている。義信すなわち武田義信の母は三条夫人のため、母は三条夫人とも。